# IC 3745
IC 3745 је лентикуларна галаксија у сазвјежђу Береникина коса која се налази на листи објеката дубоког неба у Индекс каталогу.
Деклинација објекта је + 19° 10' 40" а ректасцензија 12h 45m 44,8s. Привидна величина (магнитуда) објекта IC 3745 износи 13,7 а фотографска магнитуда 14,7. IC 3745 је још познат и под ознакама MCG 3-33-3, CGCG 100-6, NPM1G +19.0328, PGC 43009.